# Lista planetelor minore: 280001–281000
Aceasta este lista planetelor minore cu numerele 280001–281000.

## 280001–280100
| Denumire | Denumire provizorie | Data descoperirii | Locul descoperirii | Descoperitor(i) |
| -------- | ------------------- | ----------------- | ------------------ | --------------- |
| 280001 – | 2001 UH156          | 23 octombrie 2001 | Socorro            | LINEAR          |
| 280005 – | 2001 UP172          | 18 octombrie 2001 | Palomar            | NEAT            |
| 280006 – | 2001 US195          | 18 octombrie 2001 | Kitt Peak          | Spacewatch      |
| 280078 – | 2002 CN248          | 14 februarie 2002 | Haleakala          | NEAT            |
| 280080 – | 2002 CY267          | 7 februarie 2002  | Anderson Mesa      | LONEOS          |

## 280101–280200
| Denumire | Denumire provizorie | Data descoperirii | Locul descoperirii | Descoperitor(i) |
| -------- | ------------------- | ----------------- | ------------------ | --------------- |
| 280118 – | 2002 JV1            | 4 mai 2002        | Desert Eagle       | W. K. Y. Yeung  |
| 280120 – | 2002 JM5            | 5 mai 2002        | Prescott           | P. G. Comba     |
| 280153 – | 2002 PO161          | 8 august 2002     | Palomar            | S. F. Hönig     |
| 280155 – | 2002 PE166          | 8 august 2002     | Palomar            | A. Lowe         |
| 280162 – | 2002 QZ57           | 16 august 2002    | Palomar            | R. Matson       |
| 280175 – | 2002 RB117          | 7 septembrie 2002 | Kleť               | Kleť            |

## 280201–280300
| Denumire | Denumire provizorie | Data descoperirii | Locul descoperirii | Descoperitor(i) |
| -------- | ------------------- | ----------------- | ------------------ | --------------- |
| 280217 – | 2002 TT309          | 4 octombrie 2002  | Apache Point       | SDSS            |
| 280244   | 2002 WP11           | 27 noiembrie 2002 | Campo Imperatore   | CINEOS          |
| 280263 – | 2002 XR113          | 7 decembrie 2002  | Kitt Peak          | M. W. Buie      |
| 280266 – | 2002 YH3            | 28 decembrie 2002 | Nashville          | R. Clingan      |
| 280281 – | 2003 FF1            | 22 martie 2003    | Ondřejov           | L. Šarounová    |
| 280295 – | 2003 OR8            | 26 iulie 2003     | Reedy Creek        | J. Broughton    |

## 280301–280400
| Denumire | Denumire provizorie | Data descoperirii  | Locul descoperirii | Descoperitor(i) |
| -------- | ------------------- | ------------------ | ------------------ | --------------- |
| 280313 – | 2003 QA89           | 26 august 2003     | Cerro Tololo       | M. W. Buie      |
| 280346 – | 2003 SD224          | 24 septembrie 2003 | Bergisch Gladbach  | W. Bickel       |
| 280374 – | 2003 UR26           | 25 octombrie 2003  | Goodricke-Pigott   | R. A. Tucker    |

## 280401–280500
| Denumire | Denumire provizorie | Data descoperirii | Locul descoperirii | Descoperitor(i) |
| -------- | ------------------- | ----------------- | ------------------ | --------------- |
| 280446 – | 2004 CO39           | 14 februarie 2004 | Bareggio           | Bareggio        |
| 280466 – | 2004 FL93           | 21 martie 2004    | Nogales            | Tenagra II      |
| 280481 – | 2004 HL48           | 22 aprilie 2004   | Siding Spring      | SSS             |
| 280491 – | 2004 MO7            | 16 iunie 2004     | Mauna Kea          | D. J. Tholen    |

## 280601–280700
| Denumire       | Denumire provizorie | Data descoperirii | Locul descoperirii | Descoperitor(i)     |
| -------------- | ------------------- | ----------------- | ------------------ | ------------------- |
| 280609 –       | 2004 XR5            | 7 decembrie 2004  | Nakagawa           | Nakagawa            |
| 280617 –       | 2004 XC63           | 15 decembrie 2004 | Junk Bond          | Junk Bond           |
| 280640 Ruetsch | 2005 AV             | 4 ianuarie 2005   | Vicques            | M. Ory              |
| 280641 Edosara | 2005 AT3            | 6 ianuarie 2005   | San Marcello       | L. Tesi, G. Fagioli |
| 280642 Doubs   | 2005 AR27           | 13 ianuarie 2005  | Vicques            | M. Ory              |
| 280651 –       | 2005 BE33           | 16 ianuarie 2005  | Mauna Kea          | C. Veillet          |
| 280652 Aimaku  | 2005 CQ             | 2 februarie 2005  | San Marcello       | L. Tesi, G. Fagioli |
| 280686 –       | 2005 EU249          | 13 martie 2005    | Moletai            | MAO                 |

## 280701–280800
| Denumire | Denumire provizorie | Data descoperirii | Locul descoperirii | Descoperitor(i) |
| -------- | ------------------- | ----------------- | ------------------ | --------------- |
| 280730 – | 2005 HS3            | 27 aprilie 2005   | Cordell-Lorenz     | D. T. Durig     |

## 280801–280900
| Denumire | Denumire provizorie | Data descoperirii | Locul descoperirii | Descoperitor(i) |
| -------- | ------------------- | ----------------- | ------------------ | --------------- |
| 280813 – | 2005 UQ7            | 26 octombrie 2005 | Ottmarsheim        | C. Rinner       |

## 280901–281000
| Denumire | Denumire provizorie | Data descoperirii | Locul descoperirii | Descoperitor(i) |
| -------- | ------------------- | ----------------- | ------------------ | --------------- |
| 280967 – | 2006 DF             | 20 februarie 2006 | Mayhill            | A. Lowe         |